# Table de caractères
La table de caractères ( gucharmap (en)  et  CharMap.exe ) est un utilitaire inclus dans les systèmes d'exploitation Linux (comme Ubuntu) et Microsoft Windows. Il est utilisé pour afficher les caractères dans n'importe quelle police installée, pour vérifier ce que le clavier (Alt) est utilisé pour saisir les caractères, et à copier les caractères à presse-papiers au lieu de la frappe. L'outil est généralement utile pour entrer des caractères spéciaux. 
La case à cocher "Affichage avancé" peut être utilisée pour inspecter les jeux de caractères dans une police de caractère en fonction de différents encodages (pages de code), y compris les gammes de code Unicode, notamment pour localiser les caractères Unicode par leur point de code ou par leur nom. Pour les polices de caractères Unicode, les caractères peuvent être regroupés par leur rangée Unicode (subrange).